# 哈马尔韦内区
哈马尔韦内区是索馬利亞的一個區，位於該國東南方的巴納迪爾州。其管轄範圍包含索馬利亞首都摩加迪休的中部地區。

## 外部鏈結
- Districts of Somalia（页面存档备份，存于）
- 哈马尔韦内区行政區域圖（页面存档备份，存于）